# Американское общество акварелистов
Американское общество акварелистов (англ. American Watercolor Society) — некоммерческая организация американских художников, работающих в акварели, способствующая развитию акварельной живописи в США.

## История
Общество было основано американским художником-пейзажистом Сэмюэлом Колменом в 1866 году, первоначально состояло из одиннадцати художников и называлось American Society of Painters in Water Colors. Первым президентом общества стал Колмен и находился на этом посту с 1867 по 1871 годы. Из-за принципиальной позиции некоторых художников того времени, в обществе поначалу не было женщин-художниц. Первой женщиной в этой группе художников стала Фиделия Бриджес.
Аналогичное общество в 1890 году было образовано в Нью-Йорке и называлось Нью-Йоркский акварельный клуб. Совместные выставки обеих обществ начали проводиться в 1922 году, и в конечном счете «нью-йоркский клуб» слился в 1941 году с «американским обществом».
Американское общество акварелистов существует по настоящее время, ежегодно проводит выставку акварели художников со всего мира.
Кэтрин Альтфатер стала первой женщиной, занимающей официальную должность в обществе.